# Cerkiew Wniebowstąpienia Pańskiego w Augustowie
Cerkiew pod wezwaniem Wniebowstąpienia Pańskiego – prawosławna cerkiew parafialna w Augustowie. Należy do dekanatu Sokółka diecezji białostocko-gdańskiej Polskiego Autokefalicznego Kościoła Prawosławnego.
Świątynia mieściła się od 1985 do 2024 w dawnym zakładzie wulkanizacyjnym, wybudowanym po 1945 przy Rynku Zygmunta Augusta. Powierzchnia cerkwi wynosiła 38 m². Wewnątrz znajduje się skromny ikonostas. Poświęcenia obiektu dokonał 26 maja 1985 biskup białostocki i gdański Sawa.
Nowa cerkiew Wniebowstąpienia Pańskiego od 9 czerwca 2024 mieści się w nowym budynku przy ul. Mazurskiej 16. Budowa rozpoczęła się w październiku 2016. .